# デアセトキシセファロスポリンCシンターゼ
デアセトキシセファロスポリンCシンターゼ（deacetoxycephalosporin-C synthase）は、ペニシリン、セファロスポリン生合成酵素の一つで、次の化学反応を触媒する酸化還元酵素である。
ペニシリンN + 2-オキソグルタル酸 + O2 {\displaystyle \rightleftharpoons } デアセトキシセファロスポリンC + コハク酸 + CO2 + H2O
この酵素の基質はペニシリンN、2-オキソグルタル酸とO2で、生成物はデアセトキシセファロスポリンC、コハク酸、CO2とH2Oである。
組織名はpenicillin-N,2-oxoglutarate:oxygen oxidoreductase (ring-expanding)で、別名にDAOCS、penicillin N expandase、DAOC synthaseがある。